# Babrujsk
Babrujsk (hviderussisk: Бабруйск, tr. Babrujsk; russisk: Бобруйск, tr. Bobrujsk) er en by i Mahiljow voblast i Hviderusland. Byen ligger ved floden Berezina, og har ca. 216.500(2012) indbyggere. Navnet har sandsynligvis sin rod i det hviderussiske ord бобёр (tr. bobjor), der betyder bæver.

## Historie

### Tidlig historie
Babrujsk omtales skriftligt første gang i 1387, der gør den til et af Hvideruslands ældste byer. Arkæologiske undersøgelser har vist bosætninger fra 4-500-tallet lidt længere oppe langs floden Berezina. Under Vladimir I var der en landsby, der hvor byen ligger i dag, som primært ernærede sig ved fiskeri og jagt. Efter Kievrigets fald kom området ind under Den polsk-litauiske realunion, og Babrujsk blev et vigtigt militært støttepunkt. I 1300-tallet blev der bygget en fæstning på en af bakkerne nær floden.
Ud over den militære betydning var Babrujsk også et handelscentrum. Man har fundet spor efter et marked med mere end 75 boder. Noget tyder på, at der var en stor aktivitet. Byen lå strategisk rigtigt med krydsende handelsruter samt floden. I den første halvdel af 1600-tallet voksede dens økonomiske betydning. En række håndværkere bosatte sig her, bl.a. snedkere, smede, guldsmede og bagere. Dengang havde byen mellem 2000 og 5000 indbyggere.

### Del af Rusland
Rundt om byen strakte det sig en mur af træ og jord med vagtårne. Efter Polens tre delinger i 1793 blev byen en del af Rusland. I 1810 begyndte russerne at bygge en fæstning som grænsepost mod Preussen og østrig. Fæstningen var næsten færdig da Napoleon angreb den i 1812, og angrebet varede fire måneder. Efter Napoleonskrigene blev byggeriet genoptaget og udvidet, og fæstningen stod færdigt i 1820.
Folketællingen i 1861 viste at der var 15.766 indbyggere, inklusiv hviderussere, ukrainere, polakker og jøder. Bygningerne var for det meste af træ, i 1866 havde byen 1498 huse hvoraf 29 var af sten. Resten var træhuse. Babrujsk mange jøder i 1897 var der 34.336 indbyggere, hvoraf 20.760 eller 60% var jøder. Hele byen brændte ned i 1902, og blev genopbygget i sten.

### Besat af Polen
1919-1920 blev Babrujsk besat af polske tropper under Den polsk-sovjetiske krig.

### Nazisternes besættelse
I 1941 invaderede Nazi-Tysklands styrker Babrujsk. I tro på at nazisterne ikke ville gå efter civile, blev mange jøder i byen. Følgen var at 20.000 jøder blev skudt og begravet i massegrave i Babrujsk. Ghetto og arbejdslejre, herunder Waldlager, blev etableret i den sydvestlige del af byen. Betingelserne inde i lejrene var frygtelig og involverede mangel på mad, mangel på sanitære forhold og de nazistiske vagters evige misbrug. Snart begyndte nazisterne at myrde jøderne i ghettoen i grupper på omkring 30. I 1943 var alle arbejdslejre nedlagt, og de resterende jøder likvideret. De få jøder, der undslap sluttede sig til partisanstyrkerne i den omkringliggende skove der angreb fjendens jernbanelinier. Der er et mindesmærke dedikeret til mindet om Babrujskjøderne dræbt i Holocaust, som ligger i Nahalat Yitzhak kirkegården, Giv'atayim, Israel, som en del af Babi Yar Memorial.

#### Jødeforfølgelserne i Babrujsk
Før 1941 havde af jøder i Babrujsk, ligesom andre hviderussiske byer, udgjort mellem 25 og 30% af den samlede befolkning. Med mere end 30 synagoger var Babrujsk et vigtigt centrum for jødisk kultur, og byen blev populært omtalt som Israels hovedstad (Yisrael Staliza).
Babrujsk (dengang Bobruisk) blev besat den 21. juli 1941. I begyndelsen af besættelsen, havde byen 62.000 indbyggere (nogle af Babrujskere var flygtet eller blevet evakueret).
Den 1. august 1941 blev jøderne i Babrujsk tvangsforflyttet til den jødiske ghetto i byen og jøderne blev afkrævet "erstatning" i form af penge, guld, juveler og pelse. Ghettoen blev oprettet inden for grænserne af gader Novosjossejnoj, Zaturenskogo og Bobrova. Babrujskghettoen var indhegnet og bevogtet.
Fra juli 1941 gennemførtes massehenrettelser. Det er umuligt at genskabe det fulde billede af udryddelsen af jøderne Babrujsk, men oplysninger om nogle skyderier er bevaret. I september og oktober 1941 gennemførte Einsatzkommando 8 under SS-Obersturmbannführer Otto Bradfischs ledelse tre masselikvideringer af 407, 380 og 418 jøder. De fleste massemord i denne periode blev begået SS-Kavalerie enheder, der i september 1941 likviderede omkring 7000 Babrujskjøder på flyvepladsen.
Den endelige likvidering af ghettoen blev gennemført den 7.-8. november 1941 (ifølge nogle kilder, fra den 6. november 1941). Tidligt om morgenen stormede hviderussisk Hilfspolizei ind i ghettoen. De hviderussiske kollaboratører og tyske soldater tvang jøderne ud af deres hjem. Jøderne blev slået med geværkolber og tvunget ind i biler, der transporterede dem til landsbyen Kamenka. Aktionen stod på indtil aften. Likvideringerne var planlagt til at foregå ni kilometer fra Bobruisk, nær vejen til Slutsk. Her havde fanger på forhånd gravet tre store massegrave. Den 7-8 November 1941 blev der likvideret 5281 mennesker.[12] Henrettelsen blev gennemført af Einsatzkommando 8 og 316. Politibataljon. Men bortset fra disse styrker, deltog Wehrmacht aktivt i massemordet på jøderne i Bobruisk i november.

### Den Røde Hærs befrielse
Den 29. juni 1944 drev den røde hær tyskerne ud af Babrujsk. Byen lå i ruiner; Babrujsk havde 84.107 indbyggere i 1939 og kun 28.352 efter krigen. Den vanskelige proces med genopbygning blev gennemført af tusinder af arbejdere og krigsfanger, der arbejdede for at rydde fabrikker og gader for murbrokker og opfylde kratere efter bombardementerne. Maskinfabrikken i byen var blevet næsten fuldstændig ødelagt, men blev restaureret og sat i drift i slutningen af 1944. Mange andre fabrikker og faciliteter blev også genopbygget.